# Latínio Primoso
Latínio Primoso (em latim: Latinius Primosus) foi um nobre romano dos séculos III e IV, pertencente à classe senatorial, que serviu como oficial durante o reinado dos imperadores Diocleciano (r. 284–305) e Maximiano (r. 285–305). Era um homem claríssimo e em 293/305, serviu como presidente da Síria. Seu nome aparece em quarto lugar numa lista de senadores segundo a qual cada um contribuiu com 400 000 sestércios, quiçá para custear um edifício em Roma. O empreendimento é de cerca do ano 300.